# Eraldo Bedendo
Eraldo Bedendo (Rovigo, 10 maggio 1908 – 1º gennaio 1997) è stato un calciatore e allenatore di calcio italiano, di ruolo centrocampista.

## Carriera
Centrocampista centrale, crebbe nelle giovanili del Padova con cui esordì nel 1928 in Divisione Nazionale, l'allora massimo campionato italiano. Dopo quattro stagioni tra le file patavine, nel 1932 venne acquistato dal Napoli, con cui disputò tre stagioni in Serie A collezionando 31 presenze. Dopo una parentesi al Livorno, nel 1936 passò al Vicenza, con la cui maglia debuttò il 18 ottobre 1936 in Udinese-Vicenza 3-3, sostituendo il compagno di squadra Galla che era alle prese con il servizio militare. Vi disputò cinque stagioni prima di ritirarsi. Nel campionato 1940-1941 fu assistente dell'allenatore Spinato, già suo compagno di squadra disputando durante la stagione solo la gara di Ancona del 13 ottobre. Nella seconda parte della stagione 1945-46 subentrò a Piero Spinato come allenatore del Vicenza.
Visse a Vicenza dopo il ritiro.

## Palmarès

### Allenatore

#### Competizioni nazionali
- Serie C: 1

Vicenza: 1939-1940